# Tetraodon biocellatus
Tetraodon biocellatus är en fiskart som beskrevs av Tirant 1885. Tetraodon biocellatus ingår i släktet Tetraodon och familjen blåsfiskar. IUCN kategoriserar arten globalt som livskraftig. Inga underarter finns listade i Catalogue of Life.